# Текля Ружа Радзивілл
Текля Ружа Радзивілл, у першому шлюбі Флеммінг, у другому – Вишневецька, у третьому – Сапіга (5 вересня 1703, Біла Підляська, пом. 25 листопада 1747, Гданськ) – польська та литовська княжна, управителька та державна діячка. Дочка князя Кароля Станіслава Радзивілла, Великого канцлера литовського та Анни, до шлюбу Санґушко, сестра Катажини Барбари Радзивілл та Михайла Казиміра Радзивілл (Рибоньки).

## Дитинство
У XVIII столітті Радзивілли були одним із наймогутніших магнатських родів, вони прагнули на трон Речі Посполитої, тому Текля здобула ґрунтовну освіту, вільно володіла французькою мовою, цікавилася політичними справами (як і її численні брати та сестри).
Батько Теклі, Кароль Станіслав Радзивілл, помер у 1719 році, тому єдиною людиною, яка вирішувала майбутнє дочки, була її мати Анна Катажина Радзивілл, яка була відома сильним характером і честолюбством. Мати довірила Теклі піклування про архів і зробила її секретаркою, оскільки Текля виділялася відповідними здібностями серед братів і сестер.

## Перший шлюб
Перший шлюб Теклі став результатом продуманого політичного рішення. Анна Катажина Радзивілл сподівалася розширити політичні союзи родини. Так, 9 січня 1725 року Текля стала дружиною 58-річного Якоба Генріха фон Флеммінга, саксонського міністра. Флеммінг розраховував на потомство (з попередньою дружиною Францішкою Констанцією Флеммінг, до шлюбу Сапєгою, він мав кількох дітей, які рано померли), а Текля отримала значне фінансове забезпечення (за день до весілля було підписано передшлюбний договір, у якому Флеммінг залишив майбутній дружині 500 000 злотих на все життя в маєтку Пушкау в Саксонії). Попри те, що це був шлюб за розрахунком, він з самого початку був вдалим. Флеммінг піклувався про молоду дружину і підтримував дружні контакти з її родиною. Після весілля пара виїхала до Варшави, а в 1727 році – до Дрездена.
У XVIII столітті Дрезден був важливим центром культурного і політичного життя, саме там король проводив більшу частину свого часу. Текля завдяки своїй вдачі, природним схильностям і попередньому досвіду (Радзівілли через своє становище часто брали участь у важливих урочистостях) чудово вписувалася в компанію, а особливо сподобалася самій Марії-Жозефі Габсбург, про що свідчить її включення у ближнє коло принцеси. Вона брала участь у численних балах і вечірках, організовуючи їх сама, не зважаючи при цьому на заздрість земляків, які не бажали бачити її високе становище. Текля весь час вела інтенсивне листування з матір'ю, в якому описувала свої щоденні справи та обов'язки, коментувала та повідомляла про події. Листи показують, що Текля любила красивий одяг і предмети, і вона часто докладно описувала гардероб жінок, яких зустрічала.
4 листопада 1725 року народила першого сина Якоба Кароля. Ще двоє дітей померли в ранньому дитинстві.
Після смерті чоловіка (у 1728 р.) маєток переходить до сина, але Текля, через його неповнолітність, ним фактично господарює. Проте 1 січня 1729 року син помер. Ця подія породила спадкову проблему, яку намагалися вирішити шляхом судового розгляду, який завершився лише після смерті Теклі.

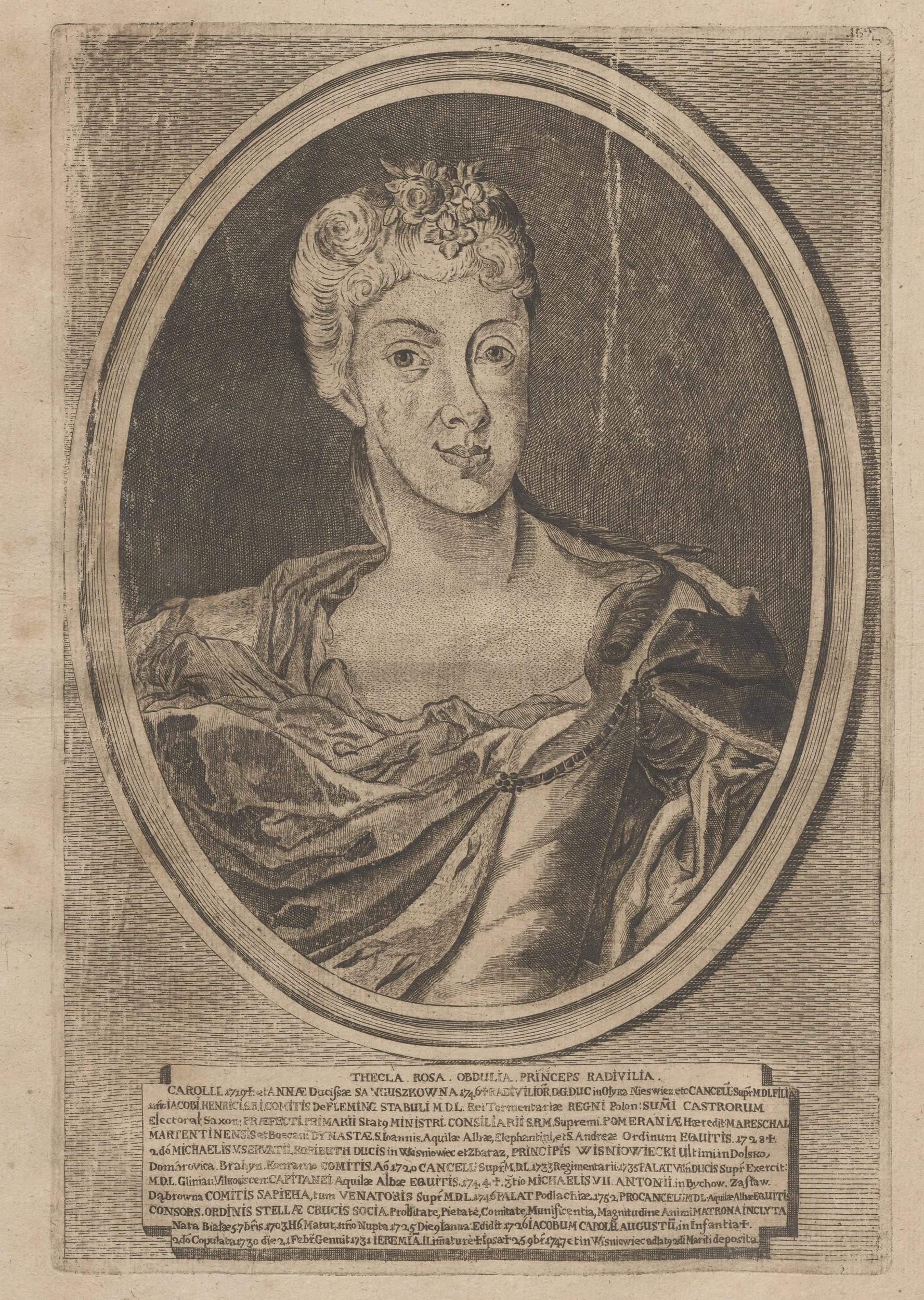
Портрет Теклі Ружі Радзивілл

## Другий шлюб
Другий шлюб Теклі також став результатом рішення її матері. 21 лютого 1730 року відбулося весілля Теклі та Михайла Сервація Вишневецького. Князь-канцлер був багатий і мав великий вплив, і Текля сподівалася народити з ним дітей, щоб врятувати сім'ю. Цей союз також виявився досить вдалим, хоча дітей у них не було (Текля завагітніла в 1731 році, але її передчасно народжений син помер). Текля мала великий вплив на управління майном. За відсутності чоловіка вона іноді від його імені видавала підданим універсали. Їй приписують налагодження співпраці з Єжи Флеммінгом, двоюрідним братом її першого чоловіка, і переконання Вишневецького підтримати кандидатуру Августа ІІ Фрідріха, на що, однак, також вплинуло те, що в 1710-1711 роках Михайло Вишневецький перебував у російському полоні. Вплив, який Текла мала на свого чоловіка, був широко критикований спостерігачами того часу, оскільки вважався згубним. Проте, схоже, причиною зменшення незалежності Вишневецького були зловживання алкоголем і слабке здоров’я. Вишневецький помер 16 вересня 1744 року.

## Третій шлюб
Текля, як багата вдова, була дуже привабливою парою, тому Юзеф Станіслав Сапіга, коад'ютор Вільнюса, почав умовляти свого брата Міхала Антонія Сапігу, литовського підканцлера, розпочати переговори про одруження з нею. Сапіги розраховували на політичну згоду з Радзивіллами та фінансові вигоди. Додатковим аргументом на користь шлюбу було те, що молодша сестра Теклі, Кароліна Тереза, була одружена з братом Міхала Сапіги – Казимиром Левом Сапігою.
23 грудня 1745 року Текля одружилася з Міхалом Сапігою. Це був перший шлюб, рішення про який Текля прийняла сама, що викликало невдоволення її родини, особливо матері та братів, яким не подобалася її самостійність. Причиною небажання родини Радзивіллів вступати в нові стосунки було також бажання Міхала Казимира Радзивілла заволодіти численними неміськими староствами, якими володіла його сестра після попереднього чоловіка. Насправді ці маєтки стали належати Міхалу Сапізі, який завдяки одруженню з Теклею отримав старости Глинненське, Кальварійське, Тухольське, Вілковицьке з лісництвом Кершні та маєток Слонім. Тому сподівання Сапігів на угоду з Радзивіллами не виправдалися, а навпаки, стосунки між родинами погіршилися. Потомства у них не було.

## Смерть
Померла Текля 25 листопада 1747 року в Гданську у віці 44 років. Похорон відбувся 5 лютого 1748 року у Вишневці, згідно з бажанням покійної, яка хотіла, щоб її поховали поруч із другим чоловіком, з яким вона відчувала найбільший зв’язок за життя.
Вона залишила після себе великий маєток, який розділили у 1749 році. Маєток Вишневецьких був розподілений між Михайлом Казимиром Огінським (він був онуком Міхала Сервація Вишневецького, сином його дочки Анни від першого шлюбу з Катажиною Дольською) та його сестрами: Катажиною (дружина Антонія Пшездзецького), Августою (дружина Казиміра Плятера), Геновефою (дружина Адама Берестовського), Казимиром та Ельжбетою (неодружені) та Яном Кароля Мнішеком та його дружиною Катажиною Замойською, дочкою Міхала Замойського та Ельжбети Вишневецької. Земельними маєтками та коштовностями Теклі заволоділи її брати: Єронім Флоріан та Михайло Казимир.